# Fabrizio Sarazani
Fabrizio Sarazani (Roma, 8 gennaio 1905 – Roma, 22 agosto 1987) è stato uno scrittore, drammaturgo e giornalista italiano.

## Biografia
Diretto discendente di una delle famiglie più antiche della nobiltà romana (era un conte), iniziò l'attività giornalistica nel 1925, appena ventenne, prima a La Tribuna e poi a Il Popolo di Roma. Conobbe Luigi Antonelli e Silvio D'Amico e passò al Il Giornale d'Italia come critico teatrale e cinematografico. Nel dopoguerra collabora con i quotidiani Il Messaggero, Momento Sera e Il Tempo, e alla fine passò a scrivere per i settimanali Lo Specchio e Il Borghese. Come soggettista e sceneggiatore cinematografico collaborò a una dozzina di film dal 1937 al 1954, ma soprattutto sviluppò un'amicizia intensa con Totò: quest'ultimo dichiarò, in una famosa intervista a Oriana Fallaci, che lui e il conte Paolo Gaetani erano gli unici amici autentici che frequentava assiduamente. Fu anche commediografo teatrale, scrivendo alcune piéces tra il 1930 e il 1961, aggiudicandosi per due volte consecutive il Premio Saint Vincent nel 1956 e nel 1957; si dedicò inoltre anche alla saggistica, pubblicando diversi libri basati su aspetti della sua città natale, tra il 1956 e il 1980. È deceduto a Roma, il 22 agosto 1987 all'età di 82 anni e viene sepolto al Cimitero Flaminio della capitale.

## Filmografia

### Soggetti e sceneggiature
- I due barbieri di Duilio Coletti (1937) scrisse i dialoghi ma il film rimase incompiuto
- Ricchezza senza domani di Ferdinando Maria Poggioli (1939) soggetto
- Don Giovanni di Dino Falconi (1942) sceneggiatura
- Enrico IV di Giorgio Pàstina (1943) sceneggiatura
- Abbasso la ricchezza! di Gennaro Righelli (1946) soggetto e sceneggiatura
- Amanti in fuga di Giacomo Gentilomo (1946) soggetto, sceneggiatura e attore
- Yvonne la nuit di Giuseppe Amato (1949) soggetto e sceneggiatura
- Vent'anni di Giorgio Bianchi (1949) sceneggiatura
- Il caimano del Piave di Giorgio Bianchi (1950) sceneggiatura
- Buon viaggio, pover'uomo di Giorgio Pàstina (1951) sceneggiatura
- La macchina ammazzacattivi di Roberto Rossellini (1952) soggetto
- La voce del sangue di Pino Mercanti (1952) sceneggiatura
- Una donna libera di Vittorio Cottafavi (1954) sceneggiatura
- Cento anni d'amore di Lionello De Felice (1954) sceneggiatura

## Opere

### Saggi
- Roma per bene (1956)
- Vita di Cesare Pascarella, Roma, G. Casini (1957)
- Roma in castigo (1959)
- Roma ad bestias (1963)
- Roma romanesca (1966)
- Il Papa tosto - Vita di Sisto V, Milano, Edizioni del Borghese (1970)
- L'ultimo Doge - Vita di Giuseppe Volpi di Misurata (1972)
- Ruspoli, famiglia romana (1977)
- La buffonata romana (1980)
- Alla corte del duce: l'aristocrazia romana e il fascismo, prefazione di Francesco Perfetti, Firenze, Le lettere (2015)

### Teatro
- La cattedrale di piume (1930)
- Antitragica (1932)
- Verde, rosso e nero (1934)
- Personaggi al caffè (1934)
- La casa sul lago (1936)
- Storia di un uomo molto stanco (1956)
- La grande famiglia (1957)
- Io sono la figlia del Re (1958)
- Storia di un uomo molto stanco; La grande famiglia; Io sono la figlia del Re, Bologna, Cappelli (1960)
- La cupola di San Pietro (1961)
- Scandalo (1961)